# Dixie 300 1960
Dixie 300 1960 var ett stockcarlopp ingående i Nascar Grand National Series (nuvarande Nascar Cup Series) som kördes 31 juli 1960 på den 1,5 mile (2,414 km) långa ovalbanan Atlanta International Raceway som är belägen utanför Hampton i Georgia. Totalt avverkades 300 miles (482,803 km) fördelat på 200 varv. Banunderlaget var asfalt. Loppet vanns av Fireball Roberts i en Pontiac på tiden 2:29.47 körande för John Hines. Roberts snitthastighet var 112,653 mph. Prispotten uppgick till 39 500 dollar, varav 10 130 dollar gick till segraren.

## Resultat
| Plc     | Nr | Förare           | Team/ bilägare    | Konstruktör | Start | Varv | Ledda varv |
| ------- | -- | ---------------- | ----------------- | ----------- | ----- | ---- | ---------- |
| 1       | 22 | Fireball Roberts | John Hines        | Pontiac     | 1     | 200  | 32         |
| 2       | 6  | Cotton Owens     | Owens Racing      | Pontiac     | 5     | 200  | 52         |
| 3       | 47 | Jack Smith       | Jack Smith        | Pontiac     | 2     | 200  | 30         |
| 4       | 3  | Bobby Johns      | Jim Stephens      | Pontiac     | 3     | 199  | 17         |
| 5       | 28 | Fred Lorenzen    | Fred Lorenzen     | Ford        | 4     | 199  | 0          |
| 6       | 44 | Jim Paschal      | Petty Enterprises | Plymouth    | 9     | 198  | 0          |
| 7       | 18 | Roz Howard       | Roz Howard        | Chevrolet   | 13    | 197  | 0          |
| 8       | 42 | Lee Petty        | Petty Enterprises | Plymouth    | 14    | 197  | 0          |
| 9       | 69 | Johnny Allen     | Hanley Dawson     | Chevrolet   | 7     | 193  | 0          |
| 10      | 85 | Emanuel Zervakis | Monroe Shook      | Chevrolet   | 14    | 193  | 0          |
| 11      | 99 | Wilbur Rakestraw | Talmadge Cochrane | Ford        | 18    | 193  | 0          |
| 12      | 90 | Speedy Thompson  | Donlavey Racing   | Ford        | 23    | 192  | 0          |
| 13      | 22 | Possum Jones     | Tom Daniels       | Chevrolet   | 29    | 192  | 0          |
| 14      | 3  | Doug Yates       | Raeford Johnson   | Plymouth    | 24    | 192  | 0          |
| 15      | 11 | Ned Jarrett      | Ned Jarrett       | Ford        | 15    | 191  | 0          |
| 16      | 39 | Herb Tillman     | Ralph Stark       | Chevrolet   | 36    | 191  | 0          |
| 17      | 77 | Marvin Panch     | W.J. Ridgeway     | Ford        | 26    | 191  | 0          |
| 18      | 59 | Tom Pistone      | W.T. Coppedge     | Chevrolet   | 11    | 188  | 8          |
| 19      | 82 | Joe Eubanks      | Don Every         | Chevrolet   | 34    | 188  | 0          |
| 20      | 43 | Richard Petty    | Petty Enterprises | Plymouth    | 12    | 186  | 0          |
| 21      | 61 | Jimmy Thompson   | Doc White         | Ford        | 30    | 185  | 0          |
| 22      | 15 | Curtis Turner    | Beau Morgan       | Ford        | 31    | 185  | 0          |
| 23      | 4  | Rex White        | Rex White         | Chevrolet   | 22    | 185  | 0          |
| 24      | 55 | Herb Shannon     | Roy Burdick       | Ford        | 44    | 184  | 0          |
| 25      | 94 | Banjo Matthews   | Matthews Racing   | Ford        | 8     | 182  | 0          |
| 26      | 33 | Reb Wickersham   | Reb Wickersham    | Oldsmobile  | 43    | 181  | 0          |
| 27      | 19 | Herman Beam      | Herman Beam       | Ford        | 39    | 181  | 0          |
| 28      | 79 | Johnny Miller    | Charles Griffin   | Ford        | 28    | 181  | 0          |
| 29      | 74 | L.D. Austin      | L.D. Austin       | Chevrolet   | 38    | 180  | 0          |
| 30      | 45 | Tiny Lund        | Bill Gazaway      | Oldsmobile  | 40    | 178  | 0          |
| 31      | 87 | Buck Baker       | Buck Baker Racing | Chevrolet   | 21    | 177  | 0          |
| 32      | 67 | David Pearson    | Pearson Racing    | Chevrolet   | 35    | 168  | 0          |
| 33      | 73 | Johnny Beauchamp | Dale Swanson      | Chevrolet   | 32    | 155  | 0          |
| 34      | 81 | Shorty Rollins   | Shorty Rollins    | Ford        | 17    | 154  | 0          |
| 35      | 12 | Joe Weatherly    | Holman Moody      | Ford        | 17    | 148  | 61         |
| 36      | 21 | Jimmy Massey     | i.u.              | Chevrolet   | 6     | 128  | 0          |
| 37      | 64 | Bunkie Blackburn | Spook Crawford    | Ford        | 27    | 123  | 0          |
| 38      | 86 | Curtis Crider    | Curtis Crader     | Ford        | 45    | 122  | 0          |
| 39      | 9  | Roy Tyner        | Roy Tyner         | Oldsmobile  | 41    | 86   | 0          |
| 40      | 78 | Charley Griffith | E.C. Wilson       | Chevrolet   | 33    | 80   | 0          |
| 41      | 92 | Gerald Duke      | Gerald Duke       | Ford        | 25    | 65   | 0          |
| 42      | 89 | Joe Lee Johnson  | Paul McDuffie     | Chevrolet   | 10    | 45   | 0          |
| 43      | 27 | Junior Johnson   | John Masoni       | Chevrolet   | 20    | 38   | 0          |
| 44      | 16 | Jim Reed         | Dick Joslin       | Pontiac     | 37    | 35   | 0          |
| 45      | 54 | Jimmy Pardue     | Ebart Clifton     | Dodge       | 42    | 19   | 0          |
| Källor: |    |                  |                   |             |       |      |            |